# آسلا اکسپرس
آسلا اکسپرس (به انگلیسی: Acela Express) نام قطار تندرویی در آمریکا است.
این خطوط مسافربری متعلق به شرکت امتراک بوده و بین واشنگتن دی سی و بوستون سرویس‌دهی دارد.
سرعت این قطارها ۲۴۰ کیلومتر در ساعت است.
در سال ۲۰۰۶، ۲٬۶۶۸٬۱۶۴ نفر توسط این خطوط جابجا شدند.